# Fiction supereroistica

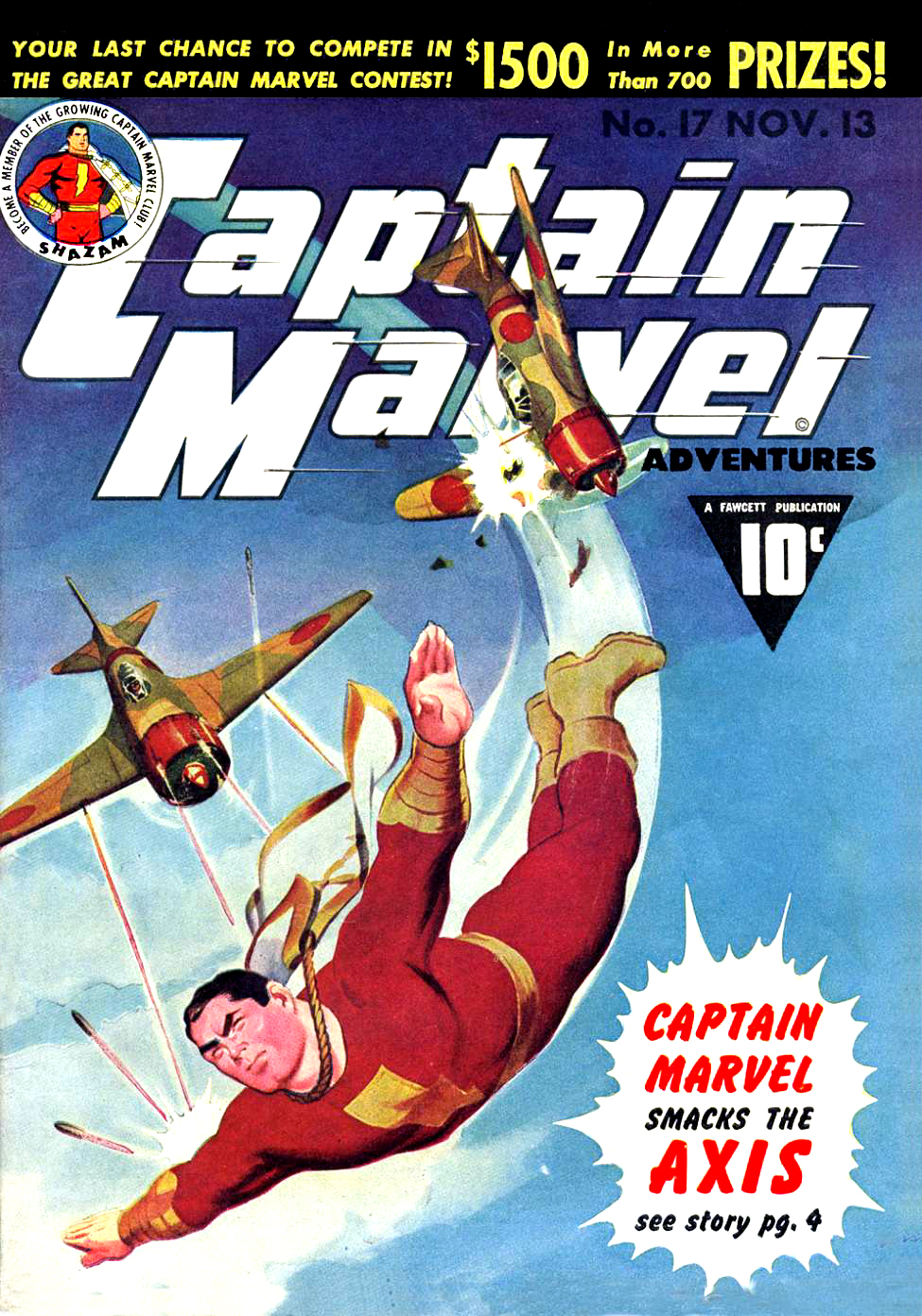
Capitan Marvel, un iconico e influente esempio del genere.

La fiction supereroistica è un sottogenere della letteratura dell'immaginario che esamina le avventure, le personalità e l'etica dei combattenti del crimine in costume noti come supereroi, che spesso possiedono poteri sovrumani e combattono criminali con poteri simili noti come supercriminali. Il genere rientra principalmente tra l'hard fantasy e la fantascienza soft nello spettro del realismo scientifico. È più comunemente associato ai fumetti statunitensi, sebbene si sia espanso in altri media attraverso adattamenti e opere originali.

## Elementi comuni della trama

### Supereroi
I supereroi, nonché spesso i protagonisti, fanno parte principalmente della narrativa supereroistica, tuttavia alcuni titoli, come Marvels di Kurt Busiek e Alex Ross, li utilizzano come personaggi secondari. Un supereroe, a volte scritto anche super-eroe o super eroe, è un tipo di personaggio convenzionale con "poteri straordinari o sovrumani" dedicato alla protezione delle persone. Sin dall'esordio del prototipo di supereroe, Superman, nel 1938, le storie di supereroi hanno dominato i fumetti americani, spaziando da brevi avventure episodiche a saghe di lunga durata e ampliandosi ad altri media. Il termine stesso risale almeno al 1917. Negli Stati Uniti, il termine SUPER HEROES è un marchio registrato di proprietà congiunta di DC Comics e Marvel Comics.
Secondo molte definizioni, i personaggi non devono necessariamente possedere poteri sovrumani effettivi per essere considerati supereroi. Termini come combattenti del crimine mascherati o vigilanti mascherati sono talvolta utilizzati per personaggi come Batman e Freccia Verde, che non hanno tali poteri ma condividono altri tratti comuni dei supereroi. Durante la cosiddetta Golden Age of Comic Books, tali personaggi erano spesso chiamati "uomini misteriosi" per distinguerli da quelli con superpoteri. Di solito, i supereroi utilizzano i loro poteri per contrastare il crimine quotidiano e affrontare minacce contro l'umanità da parte dei loro nemici criminali, i supercriminali.
Supereroi di lunga data come Batman, Superman e Wonder Woman della DC Comics e Spider-Man, Capitan America e Iron Man della Marvel Comics hanno una "galleria di nemici" composta da avversari. Uno di questi supercriminali potrebbe essere l'arcinemico del supereroe. I supereroi affrontano anche minacce come alieni, entità magiche/fantastiche, catastrofi naturali e ideologie politiche come il nazismo o il comunismo (e i loro sostenitori), oltre a creature quasi divine o demoniache.

### Supercriminali
Un supercriminale o una supercriminale è una variante del tipo di personaggio cattivo, comunemente presente nei fumetti, nei film d'azione e nella fantascienza in vari media. A volte vengono utilizzati come controparti per supereroi e altri eroi. Mentre i supereroi spesso possiedono poteri fantastici, il supercriminale possiede poteri e abilità proporzionati in modo da poter presentare una sfida formidabile all'eroe. Anche senza effettivi poteri fisici, mistici, sovrumani o super alieni, il supercriminale spesso possiede un'intelligenza geniale che gli consente di ideare trame complesse o creare dispositivi fantastici.
Un'altra caratteristica comune è il possesso di notevoli risorse per aiutare a perseguire i suoi obiettivi. Molti supercriminali condividono alcune caratteristiche tipiche dei dittatori, mafiosi e terroristi del mondo reale e spesso aspirano alla conquista del mondo o al dominio universale. Supereroi e supercriminali spesso si riflettono l'un l'altro nei loro poteri, abilità o origini. In taluni casi, l'unica differenza tra i due è che l'eroe usa i suoi poteri straordinari per aiutare gli altri, mentre il criminale usa i suoi poteri per scopi egoistici, distruttivi o spietati.

### Identità segrete
Sia i supereroi che i supercriminali spesso utilizzano degli alter ego durante le loro azioni. Sebbene a volte il vero nome del personaggio è conosciuto pubblicamente, gli alter ego vengono principalmente utilizzati per nascondere l'identità segreta del personaggio ai nemici e al pubblico.
Nei supereroi, la dualità delle loro identità è mantenuta segreta e strettamente custodita per proteggere coloro che sono loro vicini da eventuali danni e per evitare di essere chiamati costantemente, anche per problemi non abbastanza gravi da richiedere la loro attenzione. Ciò può essere una fonte di dramma, con il supereroe costretto a ideare modi per sottrarsi alla vista al fine di cambiare senza rivelare la propria identità o a sopportare il prezzo di mantenere un tale segreto. Inoltre, questo trope narrativo consente ai personaggi fantastici di apparire occasionalmente in storie realistiche senza che l'elemento fantastico del sottogenere emerga.
Con i supercriminali, al contrario, la dualità delle loro identità è mantenuta segreta e strettamente custodita per nascondere i loro crimini al pubblico in generale, così da poter infliggere danni maggiori alla popolazione e agire liberamente, e quindi illegalmente, senza rischiare l'arresto da parte delle autorità.

### Morte
La morte nei fumetti supereroistici è raramente permanente, poiché i personaggi che muoiono vengono spesso riportati in vita attraverso mezzi soprannaturali o tramite retcon, l'alterazione di fatti precedentemente stabiliti nella continuità di un'opera di finzione. I fan hanno coniato il termine "morte nel fumetto" per descrivere questa pratica.
Un'altra caratteristica comune della narrativa supereroistica è l'uccisione del partner di un supereroe da parte di un supercriminale per far progredire la trama. La scrittrice di fumetti Gail Simone ha coniato il termine Donna nel frigorifero (dal nome di un incidente avvenuto in Lanterna Verde n. 54 in cui la ragazza di Kyle Rayner, Alex DeWitt, viene uccisa dal supercriminale Major Force e messa nel frigorifero di Rayner) per riferirsi a questa pratica.

### Continuity
Molte opere di narrativa supereroistica si collocano in un universo fittizio condiviso, talvolta (come nei casi degli Universi DC e Marvel) stabilendo una continuity fittizia di migliaia di opere distribuite su molte decadi.
Le modifiche alla continuity sono altresì comuni e variano da piccoli cambiamenti alla continuità stabilita, comunemente chiamati retcon, a riavvii completi che cancellano tutta la continuità precedente.
È anche comune che le storie di narrativa supereroistica contengano personaggi e ambientazioni già stabiliti,  ma si sviluppino al di fuori del canone principale di quei personaggi.

### Crossover

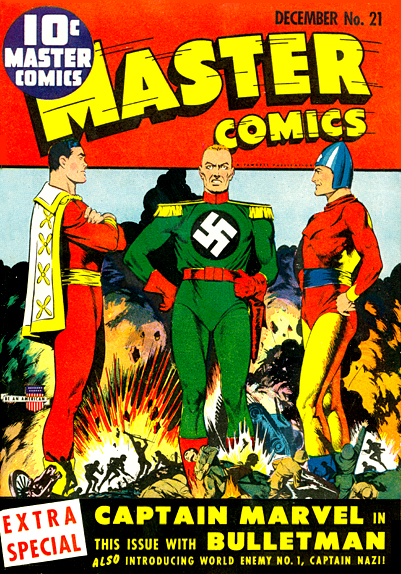
Un primo esempio di crossover tra supereroi: Capitan Marvel e Bulletman uniscono le forze per combattere Capitan Nazi

I crossover si verificano spesso tra personaggi di diverse opere di narrativa supereroistica. Nei fumetti, vengono pubblicati eventi altamente pubblicizzati che presentano crossover tra molti personaggi. In epoche precedenti, specialmente nela  Bronze Age of Comic Books, Marvel e DC avevano serie dedicate in cui i loro personaggi di punta, come Spider-Man e Superman, si incontravano con vari personaggi in storie singole, come Marvel Team-Up e DC Comics Presents. Tuttavia, questa moda editoriale è caduta in disuso a favore di serie limitate occasionali e apparizioni speciali nelle serie regolari quando gli sceneggiatori ritenevano giustificata la presenza del personaggio.
I crossover tra aziende differenti, tra personaggi di continuity diverse, sono altrettanto comuni.

### Flessibilità di genere
Nella storia del genere dei fumetti, gli scrittori delle serie principali dei personaggi erano tenuti a produrre materiale secondo rigorosi programmi di pubblicazione regolari che spesso duravano anni. Per far fronte a questo gravoso requisito creativo, le storie di supereroi hanno utilizzato una vasta gamma di generi narrativi come il fantasy, la fantascienza, il mistero, l'orrore, il giallo, ecc., inserendo i personaggi supereroistici in una varietà ampia e con combinazioni di ambientazioni e tropi di finzione, con la loro presenza come elemento comune predominante. Di conseguenza, è diventato un elemento atteso della narrativa supereroistica che i personaggi eroici siano inseriti in una qualsiasi situazione di storia, compresi drammi relativamente realistici legati alla loro vita personale fuori dal costume.
Ad esempio, The New Teen Titans era una serie mainstream supereroistica con personaggi che sono un mix di vari generi: fantasy (Raven, Wonder Girl), fantascienza (Cyborg, Starfire, Changeling, Kid Flash) e giallo (Robin). Inoltre, la loro serie conteneva una varietà di storie, come quella della durata di un anno, dal 1982 al 1983, dove in rapida successione il team affrontava Brother Blood, un capo di culto vestito da supercriminale, e la storia si trasformava in una space opera dove la squadra andava su un altro pianeta per opporsi alle forze imperiali di Blackfire e poi tornava sulla Terra solo per essere coinvolta in una storia criminale urbana relativamente realistica riguardante i giovani in fuga.

## Storia

### Prototipi
Le mitologie di molte antiche civiltà presentano pantheon di dei e dee con poteri soprannaturali, oltre a eroi come Hanuman, Gilgamesh, Perseo, Ulisse e Davide, e semidei come Eracle. Le ispirazioni nella vita reale dietro ai supereroi con costumi possono essere rintracciate ai "vigilanti mascherati" del Far West, come i Vigilanti di San Diego e i Bald Knobbers, che combattevano e uccidevano fuorilegge mentre indossavano maschere. Il personaggio di Jack il saltatore, emerso inizialmente come leggenda urbana dei primi anni del XIX secolo, è stato riconcepito come avventuriero mascherato e in costume durante gli anni '90 del XIX secolo.

## In media non a fumetti

### Serie televisivelive-action
Diversi programmi di supereroi in live-action andarono in onda dall'inizio degli anni 1950 fino alla fine degli anni 1970.